# Klooster Sombor
Het Klooster Sombor (Servisch: Манастир Сомбор, Manastir Sombor) is een Servisch-orthodox klooster gelegen in de regio Bačka in de noordelijke Servische autonome provincie Vojvodina. Het ligt in de gemeente Sombor. Het klooster werd gebouwd in 1928-1933.